# Vitorino
Marco Piavônio Vitorino (em latim: Marcus Piavonius Victorinus)[a] foi um imperador gálico entre 269 e 271 e sucessor do fugaz Mário no trono do Império das Gálias. Ele foi assassinado por um marido enciumado depois de tentar seduzir a mulher dele.

## Reinado
Oriundo da Gália, Vitorino nasceu numa família muito rica e serviu no exército de Póstumo, o primeiro dos imperadores gálicos. Ele demonstrou ser um soldado muito hábil e alcançou a posição de tribuno pretoriano em 266/267, ascendendo rapidamente à posição de co-cônsul com Póstumo em 268. É possível ainda que Póstumo o tenha promovido à função de prefeito pretoriano.
Depois de arquitetar a morte de Mário, Vitorino foi declarado imperador pelas tropas em Augusta dos Tréveros (moderna Tréveris, na Alemanha) no outono de 269. Sua preocupação imediata era evitar que as províncias mais ocidentais voltassem para o controle do Império Romano, algo que lhe pareceu imediato nas primeiras semanas de seu reinado, quando apenas as províncias na Gália, Germânia e Britânia haviam reconhecido-o. A Hispânia desertou e declarou-se em favor de Cláudio Gótico, que enviou seu general mais confiável, Placidiano, para o sudeste da Gália com ordens de atrair para a esfera romana o maior número possível de cidades. Ele rapidamente capturou Cularo (Grenoble), mas não conseguiu avançar mais.
A presença de Placidiano inspirou Augustoduno (Autun) a abandonar Vitorino e declarar sua intenção de se juntar a Cláudio, forçando Vitorino a marchar par ao sul para cercá-la. Depois de sete meses, a cidade caiu e as tropas de Vitorino saquearam e destruíram completamente a cidade. Vitorino em seguida retornou para Colônia Cláudia Ara Agripinense em triunfo. Permanece um mistério o motivo pelo qual Cláudio não permitiu que Placidiano socorresse Augustoduno e especula-se que Cláudio, que estava muitíssimo ocupado seja na Itália — contra os alamanos — seja nos Bálcãs — contra os godos -, não queria abrir mais uma frente na Gália, o que o obrigaria não só a um grande esforço militar, mas também faria com que ele tivesse que assumir a difícil fronteira do Reno se tivesse sucesso. Há evidências que sugerem que Cláudio estava, além disso, tendo dificuldades no oriente, o que só piorava sua situação.
Vitorino foi assassinado em Colonia no início de 271 por Aticiano, um de seus oficiais, cuja esposa Vitorino teria supostamente seduzido. Como o motivo foi pessoal e não político, a mãe de Vitorino, Vitória (ou Vitrúvia) conseguiu se manter no poder depois da morte do filho e arranjou para que ele fosse deificado. Depois de pagar uma considerável quantia às tropas, ela conseguiu também que Tétrico I fosse aclamado imperador. Outro comandante parece ter sido também proclamado, Domiciano II, mas ele foi rapidamente eliminado.
Vitorino aparece entre os "Trinta Tiranos" da "História Augusta". Esta crônica, pouco confiável, traz também uma breve descrição de Vitorino Júnior, supostamente um filho de Vitorino que teria sido nomeado imperador por sua família no dia da morte do pai e que teria sido morto imediatamente depois pelas tropas. A História Augusta afirma também que pai e filho teriam sido sepultados perto de Colônia Cláudia Ara Agripinense em túmulos de mármore.